# Saint Ernier
Pour les articles homonymes, voir Saint Erinée et Saint Ernée.
Ernier, Erinée ou Ernée, ermite évangélisateur du Maine et plus précisément du Passais au VIe siècle, originaire d'Aquitaine.

## Biographie
Saint Ernier, né vers l'an 500, il serait originaires d'Aquitaine ainsi que ses compagnons saint Auvieu et saint Borner, et passent plusieurs années au monastère de Micy près d'Orléans, où ils font probablement la connaissance de saint Fraimbault   .
Saint Ernier est ordonné prêtre par saint Innocent, évêque du Mans (532-543), qui l'envoie dans les forêts reculées du Passais à Ceaucé afin de conduire selon les règles de la vie monastique les religieux vivant déjà à cet endroit. Aidé par l'évêque du Mans, possesseur de vastes domaines à Ceaucé, saint Ernier y fait construit une église dédiée à saint Martin ainsi qu'un cloître pour ses religieux, dont le nombre s'élève à trente  .
En l'an 560, le roi Clotaire Ier, fils de Clovis, allant châtier la rébellion de Chramn, son fils bâtard qui s'était retiré en Bretagne, passe par Ceaucé. Il y rencontre saint Alnée et saint Ernier. Satisfait de l'accueil qu'il reçut de l'abbé et des religieux du monastère, il leur fait de riches présents et don de plusieurs terres pour les aider à achever la construction de l'abbaye  . Peut-être n'avaient-ils pas qu'un rôle religieux mais également politique de surveillance des marche de bretagne pour le compte du roi de Neustrie.
Saint Ernier envoie ses religieux évangéliser les populations des environs encore livrées aux superstitions du paganisme et «pour les rendre plus capables de prêcher dignement la parole de Dieu, il les appliquait à l'étude des lettres, dans son monastère, et prenait soin de leur donner des maîtres habiles pour les former à la science aussi bien qu'à la vertu » .
Il serait mort le 9 aout 560 et enterré dans son oratoire dédié en l'honneur de saint Martin (ou saint Georges)
Vers l'an 800, Francon (793-816) , évêque du Mans, ayant bâti une église en l'honneur de saint Pierre (ou saint Georges ?) dans le vicus canonial de Céaucé (ou de Charné), y transfert le corps de saint Ernier et fait orner son tombeau selon les règles de l'architecture romaine  .
Le mausolée de saint Ernier dans la chapelle saint Georges, située à l’angle droit de la route de Saint-Fraimbault-sur-Pise, est démoli en 1830 lors de l'élargissement de la route .
D'autres sources indiquent qu'il serait inhumé dans l’oratoire Saint-Martin de Ceaucé .
Le monastère fondé par saint Ernier disparait pendant les invasions des Normands .

## Culte
Saint Ernier est le saint patron des paroisses de Banvou et de Ceaucé; et y est fêté le 9 août à Banvou, et à la Pentecôte à Ceaucé.
C'est un saint local du Passais non reconnu par l’Église malgré les miracles qui lui seraient attribués :  « Après avoir rendu la parole à un petit muet en lui frottant les lèvres avec de l’eau bénite, il guérit un vieillard que l’âge avait rendu aveugle puis ressuscite un moribond » .
Saint Ernier est considéré comme le protecteur des moissons et des cultures contre les calamités agricoles. Lors du pèlerinage, le bras du saint était porté jusqu’à une fontaine pour y plonger son doigt afin de protéger la région de la sécheresse. Il est également le patron des laboureurs .
Il était également invoqué pour guérir l’asthme.
Ceaucé conserve une relique enfermée dans un magnifique bras-reliquaire argenté, Banvou possède de son côté un doigt-reliquaire.
Le folklore hagiographique des deux communes se concentre autour du motif de la perte du bras par le saint et de son pouvoir de fertilité végétale. Par contact avec son bras une aubépine se mit à fleurir en plein hiver, et des orages se déclenchent lorsque l’on plonge son doigt dans une fontaine .
Un autre tradition rapporte une sorte de transmission de pensées par les pieds de Saint Ernier .

### La procession giratoire du Mont Margantin
La procession de saint Ernier a lieu à la Pentecôte, elle démarre à partir de l’église paroissiale de Ceaucé avec le bras-reliquaire porté sur un brancard orné de fleurs.
Il existe deux circuits, le « grand tour » extraordinaire (environ 42 km)  et le « petit tour » annuel (à l'origine de 18 km) qui suivent les finages de la paroisse.
Sur le petit tour, le circuit de la marche priante a comporté jusqu'à une vingtaine de calvaires décorés à leur pied ; la principale station se fait au Mont Margantin à la Croix-des-Prières datant de 1609 ; le retour se fait ensuite par un autre chemin jusqu'à Ceaucé.
Ces marches très populaires dans la région pouvaient réunir plusieurs milliers de participants.
Le Mont Margantin était associé à d'ancien rites païens, puis au diable et au sabbat; saint Ernier y aurait remplacé un ancien autel romain par la Croix-des-Prières. Cette ambivalence a longtemps perduré et l'on disait que « La matinée est à saint Ernier, mais la soirée est au Diable. C’est la houline de Ceaucé qui fait tout le mal !», on disait également que le diable guérissait des infortunes conjugales ; la fête religieuse terminée certains se livraient alors à la dépravation.
À l'origine ce tour aurait eu pour but de remplacer l'obligation annuelle des paroissiens de se rendre à la cathédrale le jour de la Pentecôte,,,,,.

### La procession de Banvou
Cette procession moins populaire que la précédente pouvait quand même réunir jusqu'à 3 000 participants.
Elle se déroulait le 9 août jour de la saint Ernier.
Elle descendait de l'actuel bourg de Banvou au Vieux-Bourg où se trouvent une chapelle et une fontaine dans laquelle on plongeait le reliquaire, les années de sécheresse, pour obtenir la pluie  .

## Légende arthurienne
Les ermites du Passais au VIe siècle dont la légende est connue "en la Marche de Gaule et de la Petite Bretagne" ont servi de prototypes à certains personnages arthuriens.
Un parallèle peut être établi avec le héros arthurien Léonce de Payerne (Pagus Erneaie / Pays d'Ernier), régent du roi Ban de Banoïc qui peut être rapproché de Banvou (Banoïcum vicum); sachant qu'un lien fort existe aussi entre saint Ernier et la paroisse de Banvou où existe une chapelle qui lui est dédiée et une fontaine miraculeuse déclenchant les orages   .
Les légendes normandes et arthuriennes s'entremêlent lors de la Pentecôte chrétienne, moment des processions et fêtes de Ceaucé en l'honneur de saint Ernier, qui correspond aussi au moment où le Graal apparaît aux chevaliers de la Table Ronde  .